# Urospatha meyeri
Urospatha meyeri är en kallaväxtart som beskrevs av Heinrich Wilhelm Schott. Urospatha meyeri ingår i släktet Urospatha och familjen kallaväxter. Inga underarter finns listade.